# Hino nacional de Granada
Hail Grenada ("Salve Granada") tem sido o hino nacional de Granada desde sua independência em 1974. A letra foi escrita por Irva Merle Baptiste e a música composta por Louis Arnold Masanto.